# Stazione di Umegasawa
La stazione di Umegasawa (梅ヶ沢駅?, Umegasawa-eki) è una stazione ferroviaria situata nella città di Tome, nella prefettura di Miyagi, ed è servita dalla linea principale Tōhoku della JR East.

## Linee ferroviarie
East Japan Railway Company
■ Linea principale Tōhoku

## Struttura
La stazione è costituita da due marciapiedi laterali collegati da sovrappassaggio con due binari passanti. È presente il supporto per la bigliettazione elettronica Suica.
| 1 | ■ Linea principale Tōhoku | per Kogota, Sendai e Shiroishi |
| 2 | ■ Linea principale Tōhoku | per Ishikoshi e Ichinoseki     |

## Stazioni adiacenti
| «                       | Servizio                | »                       |
| Linea principale Tōhoku | Linea principale Tōhoku | Linea principale Tōhoku |
| ----------------------- | ----------------------- | ----------------------- |
| Semine                  | Locale                  | Nitta                   |